# Herbst-Adonisröschen
Das Herbst-Adonisröschen (Adonis annua) ist eine Pflanzenart aus der Gattung Adonisröschen (Adonis) innerhalb der Familie der Hahnenfußgewächse (Ranunculaceae).

## Beschreibung

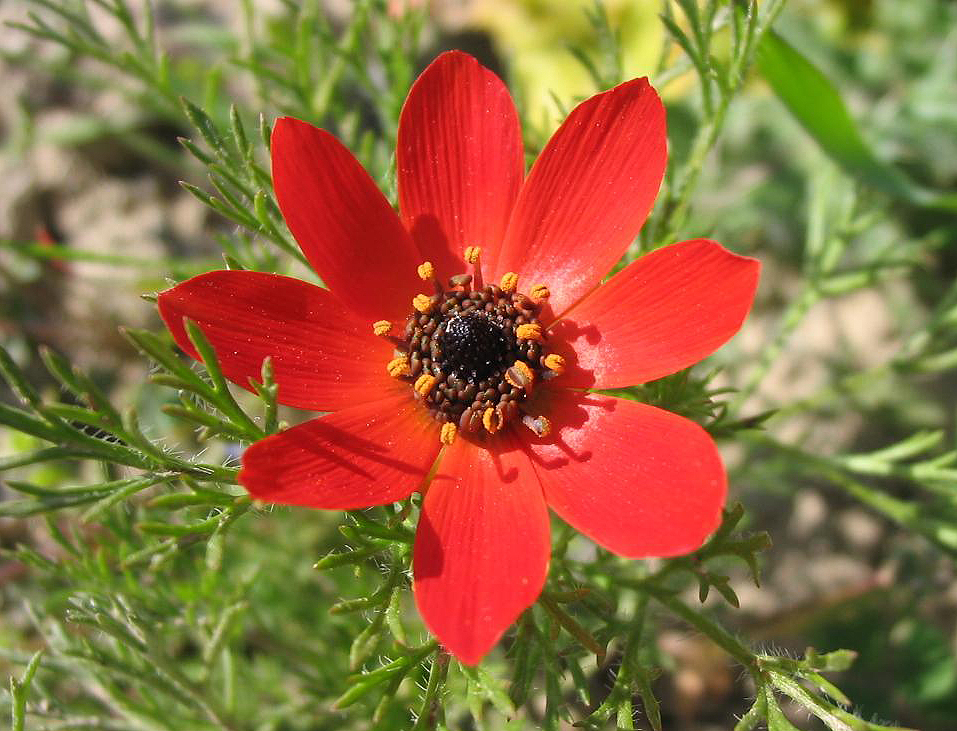
Blüte im Detail

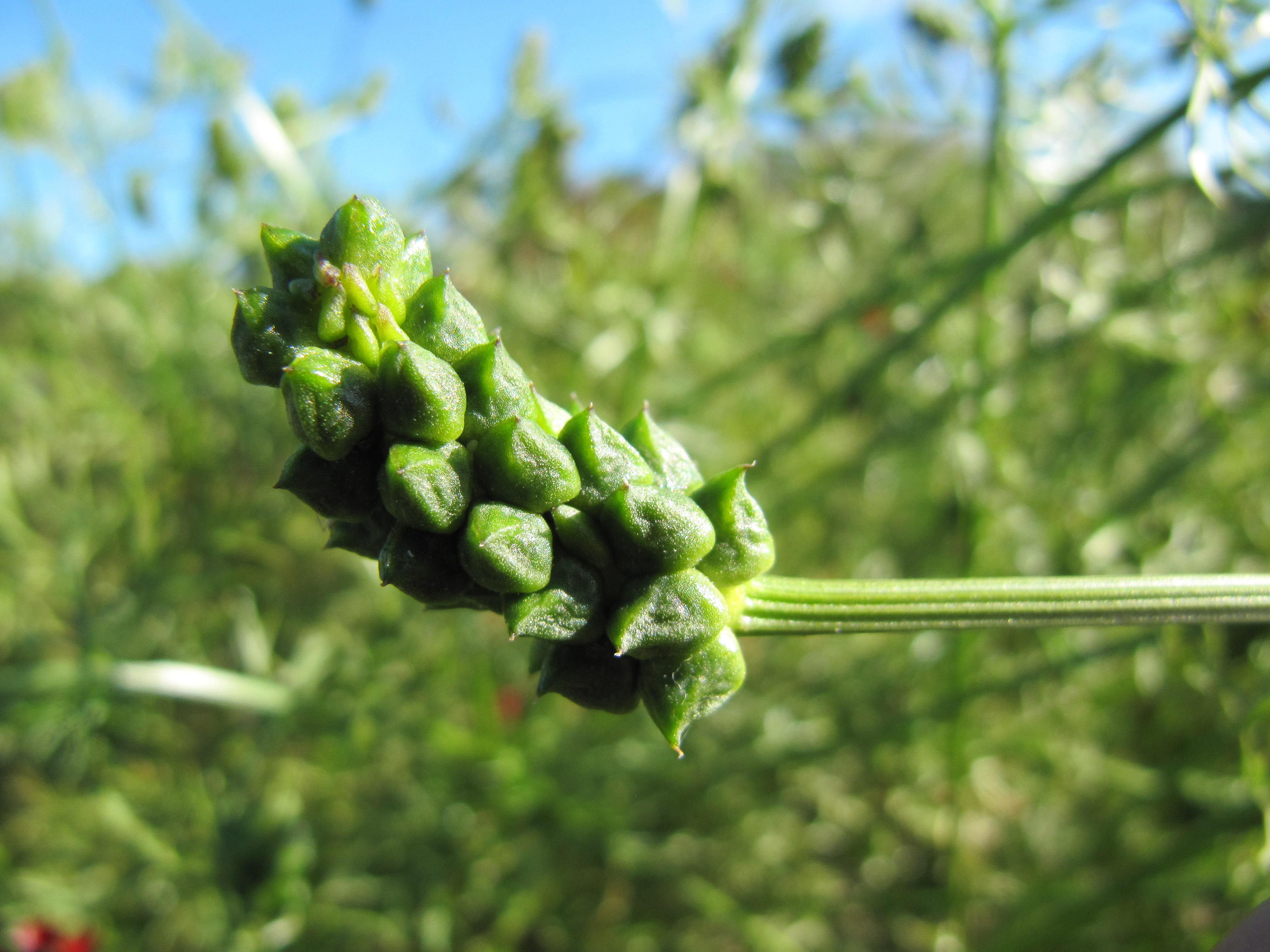
Fruchtstand

### Vegetative Merkmale
Das Herbst-Adonisröschen ist eine einjährige krautige Pflanze und erreicht eine Wuchshöhen von 30 bis 40 Zentimetern. Die Stängel sind verzweigt. Die wechselständigen Laubblätter sind fiederteilig.

### Generative Merkmale
Die Blütezeit liegt im Sommer, von Juni bis September. Die zwittrigen Blüten sind bei einem Durchmesser von ungefähr 2,5 Zentimetern radiärsymmetrisch. Die Kelchblätter sind abstehend. Die fünf bis acht glänzenden, leuchtendroten, freien Kronblätter fallen bald ab. Das Zentrum der Blüte ist schwarz.
Es wird eine Sammelnussfrucht gebildet.
Die Chromosomengrundzahl beträgt x = 8. Es liegt Tetraploidie vor mit einer Chromosomenzahl von 2n = 32.

## Inhaltsstoffe
Das Herbst-Adonisröschen enthält 0,1 % bis 0,7 % Cardenolide, vor allem Adonitoxin und Cymarin. Dabei ist der Gehalt an Glykosiden während der Blütezeit am höchsten.

## Ökologie
Beim Herbst-Adonisröschen handelt es sich um einen mesomorphen Therophyten.
Auf den Kronblättern ist ein UV-Muster vorhanden. Blütenökologisch handelt es sich um Pollenblumen. Es erfolgt wahrscheinlich Insektenbestäubung, dabei können kurzrüsselige Bienen, Schwebfliegen (Syrphidae), Käfer sowie Fliegen Bestäuber sein.
Die Diasporen sind die Früchtchen.

## Vorkommen
Das Herbst-Adonisröschen stammt aus Südeuropa und dem südwestlichen Asien. Sie ist durch verunreinigtes Saatgut bereits im Neolithikum in Nordeuropa eingeführt worden (sogenannte Speirochorie) und war bis zum Ende des 19. Jahrhunderts vor allem in Getreidefeldern auf kalkhaltigen Böden häufig zu finden. Mit der Verbesserung der Saatreinigung ist das Herbst-Adonisröschen nur noch selten auf Getreidefeldern zu finden. In Großbritannien ist deswegen diese früher als Unkraut geltende Pflanzenart heute unter Schutz gestellt.
Die ökologischen Zeigerwerte nach Landolt et al. 2010 sind in der Schweiz: Feuchtezahl F = 2 (mäßig trocken), Lichtzahl L = 4 (hell), Reaktionszahl R = 4 (neutral bis basisch), Temperaturzahl T = 4+ (warm-kollin), Nährstoffzahl N = 2 (nährstoffarm), Kontinentalitätszahl K = 2 (subozeanisch).

## Taxonomie
Die Erstveröffentlichung von Adonis annua erfolgte 1753 durch Carl von Linné. Synonyme für Adonis annua L. sind: Adonis autumnalis L. nom. illeg., Adonis phoenicea Bercht. & J.Presl. Das Artepitheton annua bedeutet einjährig.

## Trivialnamen
Neben dem Trivialnamen Herbst-Adonisröschen sind oder wurden, zum Teil auch nur regional, auch folgende Bezeichnungen verwendet: Blutströpfchen (Mark), Düwelsooge (Unterweser) und Schabab (Luzern).